# Anaphalis subtilis
Anaphalis subtilis là một loài thực vật có hoa trong họ Cúc. Loài này được Kinzik. & Vainberg mô tả khoa học đầu tiên năm 1988.